# Liste der Einträge im National Register of Historic Places im Fulton County (Arkansas)
Die Liste der Registered Historic Places im Fulton County führt alle Bauwerke und historischen Stätten im Fulton County in Arkansas auf, die in das National Register of Historic Places aufgenommen wurden.

## Aktuelle Einträge
| Lfd. Nr. | Name                                               | Bild | Datum der Eintragung | Adresse/Lage                                                                 | Ort             | ID-Nr.    | Beschreibung |
| -------- | -------------------------------------------------- | ---- | -------------------- | ---------------------------------------------------------------------------- | --------------- | --------- | ------------ |
| 1        | Camp Methodist Church                              |      | 9. Mai 1997          | AK 9, approximately 6 mi. E of Salem                                         | Camp            | 97000402  |              |
| 2        | Castleberry Building                               |      | 16. März 2021        | 102 South Main St.                                                           | Salem           | 100006023 |              |
| 3        | County Line School and Lodge                       |      | 27. März 1975        | NW of Gepp on E side of Baxter-Fulton county line, 2 mi. S of state line     | Gepp            | 75000386  |              |
| 4        | Green Valley Homestead                             |      | 26. Jan. 2018        | 2605 Sturkie Rd.                                                             | Nähe von Salem  | 100001994 |              |
| 5        | Kansas City, Fort Scott and Memphis Railroad Depot |      | 11. Juni 1992        | SE of Burlington Northern RR tracks on Mammoth Spring State Park access road | Mammoth Spring  | 92000617  |              |
| 6        | Mammoth Spring Dam and Lake                        |      | 15. Juli 2009        | 17 US 63 N.                                                                  | Mammoth Spring  | 09000512  |              |
| 7        | T. H. Morris House                                 |      | 13. Sep. 1990        | Jct. of 6th and Bethel Sts.                                                  | Mammoth Springs | 90001462  |              |
| 8        | Saddle Store                                       |      | 15. Nov. 2000        | AR 289                                                                       | Saddle          | 00001366  |              |
| 9        | Saint Andrew’s Episcopal Church                    |      | 26. Nov. 1986        | AR 9                                                                         | Mammoth Spring  | 86002944  |              |
| 10       | Spring River Bridge                                |      | 22. Jan. 2014        | Riverview Drive über den Spring River                                        | Mammoth Springs | 13001104  |              |